# 料理通信
『料理通信』（りょうりつうしん）は日本のグルメ雑誌。株式会社アマナの連結子会社である、株式会社料理通信社が発行していた月刊誌。毎月6日発売。
料理通信社の設立は2005年11月。『料理王国』という食に関する雑誌の編集を担当していた君島佐和子をはじめ9人が独立して立ち上げた。定期購読者のみの特典である創刊ゼロ号の特集はフランス料理の分野からアラン・デュカスやピエール・ガニエール、イタリア料理からはピエモンテに関する記事など十分な評価を得られる内容となった。2006年2月20日、パークハイアット東京において行われた創刊のプレゼンでは“Eating with Creativity”をキーワードとして挙げ、ともすれば漫然と行いがちな「食べる」という行為に主体的にかかわる手がかりを紹介したいという趣旨の発表を行った。2011年10月、アマナの子会社となり現在へ至る。
2020年12月発売号をもって休刊、以降はウェブに移行する。